# Falco Luneau
Falco De Jong Luneau (7 augustus 1984) is een Oostenrijks-Nederlandse zanger. Hij is in Nederland vooral bekend door het winnen van het "Radio 538 Demoduel", een programmaonderdeel in de programma's van DJ's Frank Dane en Barry Paf.
In 2006 nam Falco deel aan de Oostenrijkse variant van Idols, Starmania. Hij eindigde daar als zevende. Met een aantal andere deelnemers van dit programma, waaronder Tom Neuwirth, vormde hij de boyband jetzt anders!. De groep scoorde in 2007 twee hits in de Oostenrijkse hitparade. Hun album Gut so bereikte de 9e plaats in de Oostenrijkse albumlijst.
Door het winnen van de talentenjacht "538 Demo Duel" in 2009 verdiende hij een platencontract, werd zijn nummer Nobody opgenomen in een professionele studio en vervolgens uitgebracht als single. Op 23 mei werd Nobody door Radio 538 verkozen als Alarmschijf.
Op 30 mei kwam Nobody binnen in de Nederlandse Top 40. Het nummer stond uiteindelijk vijf weken genoteerd.
In 2013 deed Falco mee aan Österreich rockt den Song Contest, de Oostenrijkse voorronde voor het Eurovisiesongfestival 2013.

## Discografie

### Singles
| Single met eventuele hitnotering(en) in de Nederlandse Top 40 | Datum van verschijnen | Datum van binnenkomst | Hoogste positie | Aantal weken | Opmerkingen                               |
| ------------------------------------------------------------- | --------------------- | --------------------- | --------------- | ------------ | ----------------------------------------- |
| Nobody                                                        | 2009                  | 30-05-2009            | 28              | 5            | Nr. 21 in de Single Top 100 / Alarmschijf |
| I'm still pretending                                          | 2011                  | 03-09-2011            | tip20           | -            |                                           |
| No one's fool                                                 | 2012                  | 28-04-2012            | tip11           | -            |                                           |
| 25 Lightyears away                                            | 2013                  | 26-01-2013            | tip5            | -            | met Yanou                                 |